# Droit extrême-oriental
 (mars 2025).
Le droit extrême-oriental est le droit de tradition civiliste appliqué en république d'Extrême-Orient.

## Histoire
En octobre 1920, lors de la Conférence d’unification des représentants des gouvernements régionaux, la situation juridique en Transbaïkalie et en Extrême-Orient était particulièrement fragmentée : le « droit bourgeois » prédominait en Primorié, un droit de type transitoire émergeait en Transbaïkalie, tandis que les normes du droit soviétique s’appliquaient dans les régions de l’Amour, du Sakhaline et du Kamtchatka. Avec la création de la république d’Extrême-Orient (REO), le Bureau régional du Comité central du Parti bolchévique et le gouvernement de la REO décidèrent d’unifier les systèmes juridiques existants en instaurant sur l’ensemble du territoire les normes juridiques développées en Transbaïkalie. L’adoption de la Constitution de la REO par l’Assemblée constituante fut une étape déterminante dans la consolidation de ce droit tampon, en affirmant les intérêts des travailleurs et en posant les bases d’une législation organique émergente.